# Søndermarken

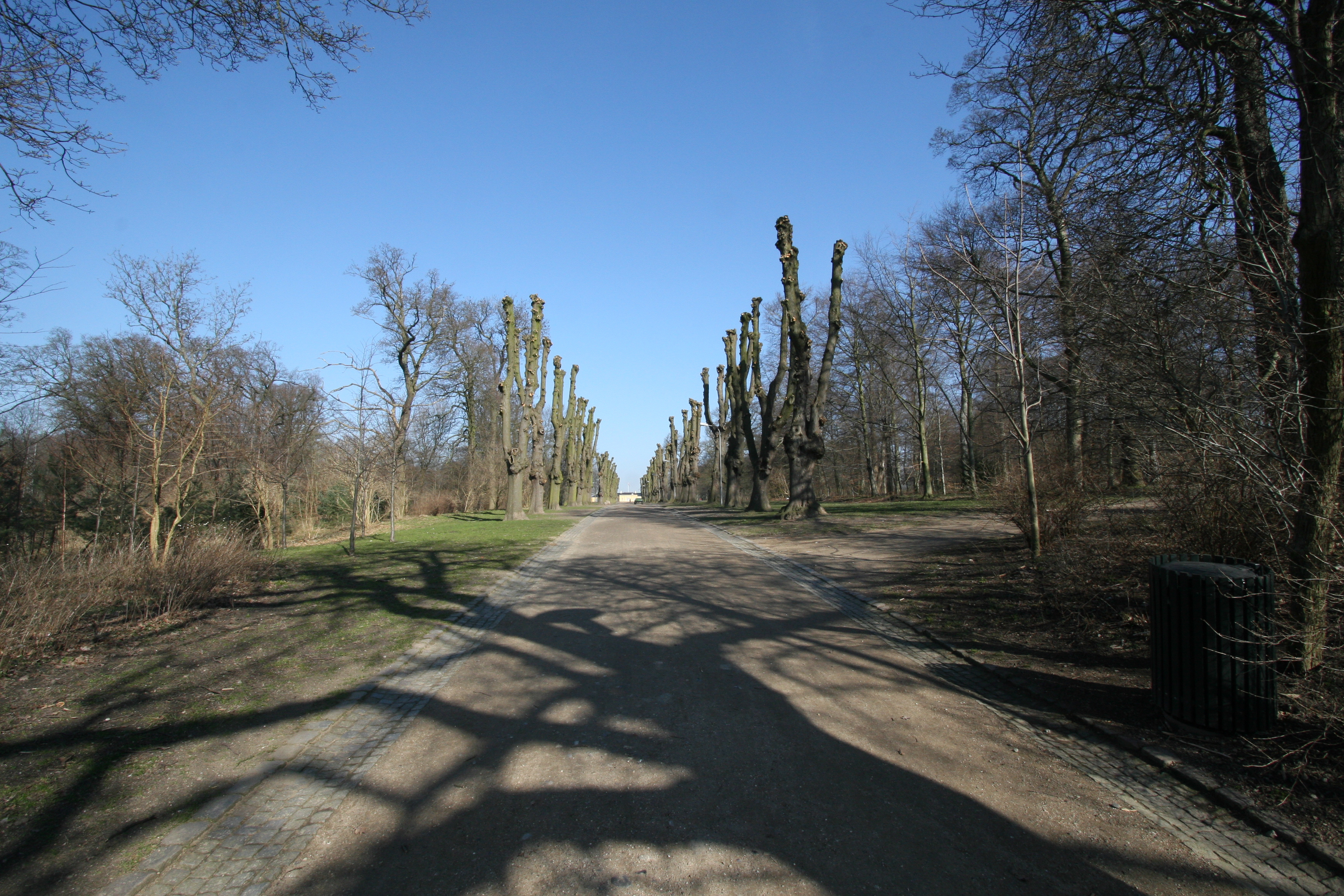
Mittallén i Søndermarken.

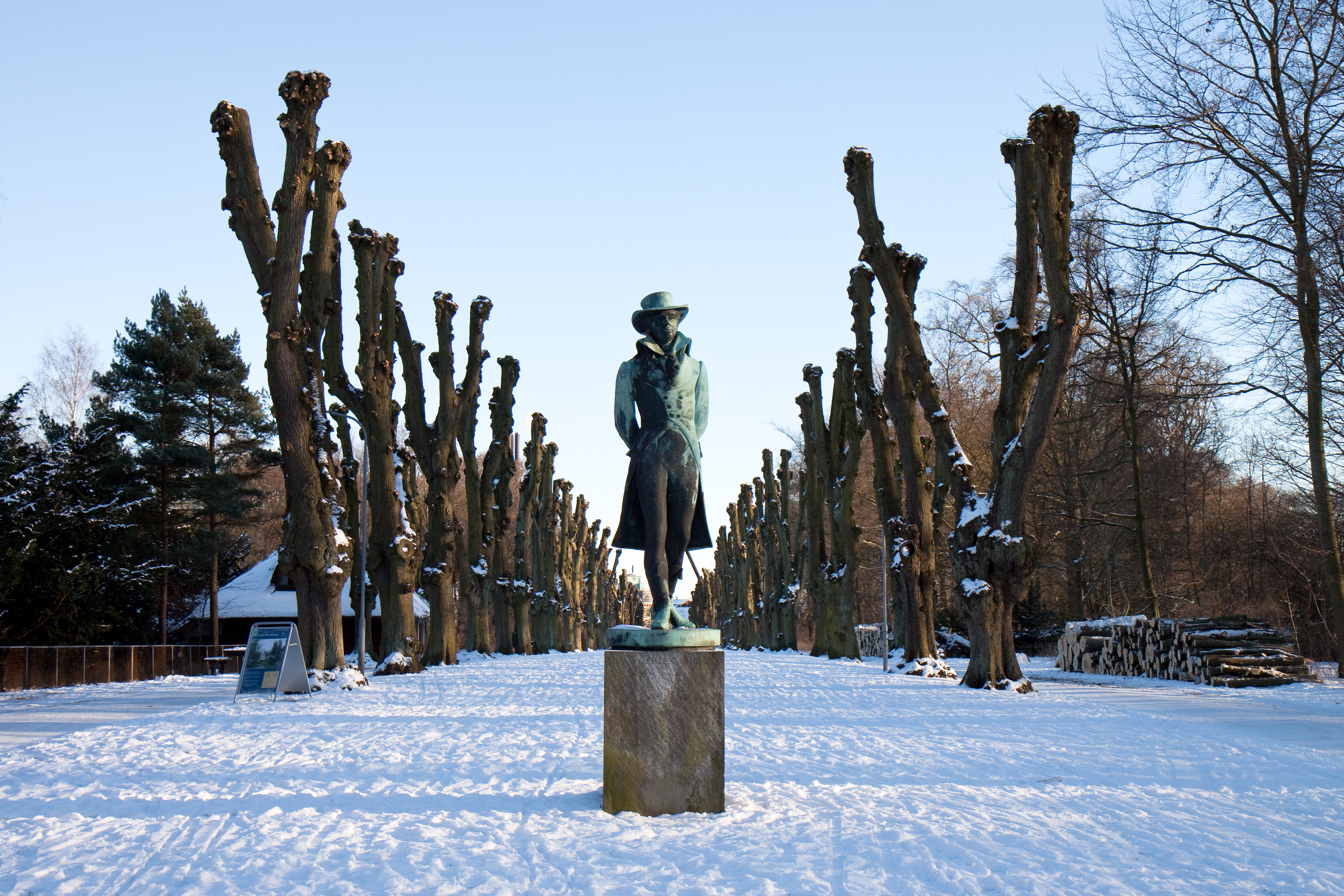
Nyhamlade träd på allé i Søndermarken med staty av Adam Oehlenschläger som ser mot Frederiksbergs slott, där han växte upp i en personalvåning.

Søndermarken (Søndre Mark) är en park i Frederiksberg vid Köpenhamn, söder om Roskildevej och Frederiksberg Have. Den anlades i anslutning till Frederiksbergs slott på 1730-talet och har varit öppen för allmänheten sedan 1852.
Vid en fontän ligger (i en före detta vattenreservoar) Cisternerna – Museet för Modern Glaskonst. Ett stycke västerut ligger på Borgmester Fischersvej ett allmännyttigt bostadsområde med samma namn som parken. Området uppfördes 1951-55.